# Maximum thermique du passage Paléocène-Éocène
Ne doit pas être confondu avec Optimum climatique de l'Éocène.
Le passage du Paléocène à l'Éocène, il y a 56 millions d'années,, a été marqué par la plus rapide et importante perturbation climatique du Cénozoïque. Un évènement hyperthermique soudain a provoqué le réchauffement de la planète, conduisant au maximum thermique du Paléocène-Éocène (Paleocene-Eocene Thermal Maximum, ou PETM), connu aussi sous le nom de maximum thermique de l'Éocène 1 (Eocene Thermal Maximum 1, ou ETM1).
Cet évènement est associé à des changements dans les circulations océanique et atmosphérique, à l'extinction de nombreux foraminifères benthiques, et à l'important renouvellement de la faune de mammifères terrestres qui coïncida avec l'émergence de bon nombre des principaux ordres de mammifères actuels. 
L'évènement a vu les températures mondiales augmenter d'environ 6 °C en seulement 20 000 ans, avec une hausse correspondante du niveau des mers en même temps que l'ensemble des océans se réchauffaient. Selon l'université de Genève, cet épisode a entraîné un réchauffement de 5 à 8 °C sur 10 000 à 20 000 ans. Les concentrations atmosphériques de dioxyde de carbone (CO2) ont augmenté, entraînant une élévation de la lysocline. L'anoxie de certaines eaux profondes peut avoir joué un rôle dans les extinctions marines. Une diminution du rapport isotopique δ13C sur deux périodes courtes (environ 1 000 ans) marque cet évènement, sans doute due au dégazage des clathrates (dépôts de « glace de méthane »), qui a accentué une tendance préexistante au réchauffement.
Une quantité de carbone à peu près aussi grande que les gisements actuels de charbon, de pétrole et de gaz naturel pénétra dans l'atmosphère terrestre lors du PETM. Déjà chaude, la Terre se réchauffa en moyenne d'encore 5 °C, puis mit plus de 150 000 ans pour absorber l'excès de carbone et se refroidir.
C'est le plus important réchauffement climatique connu sur Terre à ce jour, cependant l'évènement hyperthermique de la fin du Dryas récent pourrait avoir été plus intense encore (mais de durée beaucoup plus limitée).

## Description

### Variations de la température moyenne du globe
Le maximum thermique du passage Paléocène-Éocène dura environ 20 000 ans au sein d'une période de 6 millions d'années de réchauffement graduel qui culmina plus tard lors de l'Éocène durant l'optimum climatique de l'Éocène. D'autres épisodes « hyperthermiques » peuvent être discernés pendant cette période de réchauffement, par exemple l'ETM-2 (maximum thermique de l'Éocène 2 – Eocene Thermal Maximum 2), survenu environ 2 millions d'années après le PETM (c'est-à-dire il y a 54 millions d'années). Lors de ces deux réchauffements globaux, la taille des ancêtres des chevaux actuels (Hyracotherium qui avaient la taille d'un chien), avait diminué de 30 % lors du PETM et de 19 % lors de l'ETM2 (« nanisme adaptatif »).  

### Augmentation du taux de dioxyde de carbone atmosphérique
Lors de ces évènements – dont le PETM est de loin le plus sévère – de 1 500 à 2 000 gigatonnes de carbone furent relâchées dans le système océan/atmosphère en mille ans. Cela équivaut à 1 milliard de tonnes de CO2 relâchées chaque année dans l'atmosphère, contre 9,5 milliards de tonnes par an au XXIe siècle.
Une étude publiée en 2016, basée sur des analyses isotopiques du carbone piégé dans des carbonates sédimentaires de cette époque, suggère que les émissions de CO2 dans l'atmosphère se seraient faites pendant 4 000 ans environ avec un taux d'émission estimé entre 0,6 et 1,1 Gt par an, ce qui est plus de 10 fois inférieur au taux d'émission de CO2 actuel d'origine anthropique.

### Paléogéographie
Le globe était légèrement différent pendant l'Éocène. L'isthme de Panama ne connectait pas encore l'Amérique du Sud et du Nord, ce qui permettait une circulation océanique entre le Pacifique et l'Atlantique. De plus, l'Antarctique n'était pas encore thermiquement isolé, le passage de Drake n'étant alors pas ouvert. Ceci, combiné avec des niveaux élevés de CO2, explique qu'il n'y avait quasiment pas de calotte glaciaire – le globe était dépourvu de glace. En 2012, on découvre que des palmiers poussaient en Antarctique (dont la température oscillait entre 10 et 25 °C). Des fossiles d'alligators du genre éteint Allognathosuchus sont également trouvés en Arctique,. L'université de Genève indique que dans les océans, « les eaux de surface [atteignent] presque 36 °C par endroits ». En 2017 puis 2020, deux études palynologiques montrent l'existence, il y a 55–50 millions d'années, d'une mangrove autour de l'océan Arctique, sur les îles de Nouvelle-Sibérie et dans le delta du Mackenzie au Canada,.

## Hypothèse explicative à l'échauffement et à la crise climatique de la fin du Thanétien
Les données géophysiques disponibles montrent qu'il y a environ 56 millions d'années, le taux de carbone dans l'air a brusquement augmenté, dont sous forme de CO2 et très probablement de méthane (CH4) issu de la fonte de pergélisol (et peut-être notamment du permafrost antarctique, hypothèse déjà suggérée en 2012), ce qui s'est accompagné d'une hausse des températures moyennes de 5 à 8 °C, causant des extinctions, des modifications de la flore et d'énormes migrations de la faune. 
L'origine de cette anomalie climatique ou « maximum thermique » Paléocène-Éocène (dit PETM pour « Paleocene-Eocene thermal maximum »), toujours incertaine, intrigue les géologues et intéresse les climatologues.
La cause la plus probable est l'activité volcanique.
Des études présentées en 2016 au congrès annuel de la Geological Society of America s'appuient sur la découverte de matériaux vitreux, de perles sombres trouvés dans huit carottages de sédiments datés du moment où la température semble s'être emballée. Ces matériaux, d'origine extraterrestre sont généralement associés au choc d'un gros météore avec la croute terrestre. Les chercheurs avancent l'hypothèse qu'un impact de comète aurait initié le PETM, en perturbant le cycle du carbone, 10 millions d'années après qu'un évènement similaire, mais bien plus important, eut causé l'extinction des dinosaures non aviaires et de nombreuses autres espèces.